# Elecciones parlamentarias de Perú de 2011
Las elecciones parlamentarias de Perú de 2011 se llevaron a cabo el 10 de abril del 2011, en conjunto con la elección presidencial y del Parlamento Andino. En esta ocasión se eligió la totalidad de los 130 congresistas correspondientes a los 26 distritos electorales para el periodo 2011 - 2016.
Fueron las quintas elecciones parlamentarias desde la Constitución de 1993, que estableció la creación de la actual Congreso de la República. 
Los requisitos para ser elegido congresista es ser peruano de nacimiento, haber cumplido veinticinco años y gozar del derecho de sufragio.
Los congresistas elegidos juramentaron y asumieron funciones el 27 de julio del 2011.

## Cronograma electoral
Los candidatos a congresistas fueron elegidos entre el 13 de octubre de 2015 y el 20 de enero de 2016. El cierre de la inscripción de listas fue el 10 de febrero de 2015.
| Actividades                                                                                                | Fechas                           |
| --- | -------------------------------- |
| Cierre del plazo para renunciar a un partido y ser candidato por otro para el Congreso de la República     | 9 de septiembre                  |
| Cierre del plazo para la renuncia de las autoridades que quieren ser candidatos en las elecciones de 2016. | 10 de octubre                    |
| Periodo de elección interna de candidato al Congreso de la República                                       | 12 de octubre al 19 de enero     |
| Plazo para la inscripción de las alianza de partidos.                                                      | 12 de octubre al 11 de diciembre |
| Último día para convocar a Elecciones Generales de 2016.                                                   | 11 de diciembre                  |
| Cierre de inscripción de listas al Congreso de la República                                                | 9 de febrero                     |
| Elecciones parlamentarias 2016                                                                             | 10 de abril                      |

## Sistema electoral
Se eligió a 130 miembros correspondientes a los 26 distritos (24 departamentos, Lima Metropolitana y la Provincia Constitucional del Callao), empleando el método de la cifra repartidora, con doble voto preferencial opcional, a excepción de Madre de Dios, donde solo se aplicó el voto preferencial opcional.
La distribución y número de congresistas para las elecciones de 2011 quedaron fijados de la siguiente manera:
| Escaños | Distritos electorales                                                      |  |
| 36      | Lima y Residentes en el Extranjero(+1)                                     |  |
| 7       | La Libertad y Piura(+1)                                                    |  |
| 6       | Arequipa(+1) y Cajamarca(+1)                                               |  |
| 5       | Áncash, Cusco, Junín, Lambayeque y Puno                                    |  |
| 4       | Callao, Ica, Lima Provincias(+4), Loreto(+1) y San Martín(+1)              |  |
| 3       | Ayacucho y Huánuco                                                         |  |
| 2       | Amazonas, Apurímac, Huancavelica, Moquegua, Pasco, Tacna, Tumbes y Ucayali |  |
| 1       | Madre de Dios                                                              |  |

## Partidos y líderes
A continuación se muestra una lista de los partidos y alianzas electorales que participaron en las elecciones:
| Candidatura | Candidatura | Partidos y alianzas | Líderes | Líderes                      | Ideología                                                             | Resultado previo | Resultado previo | Ref. |
| Candidatura | Candidatura | Partidos y alianzas | Líderes | Líderes                      | Ideología                                                             | Votos (%)        | Esc.             | Ref. |
| ----------- | ----------- | --- | ------- | ---------------------------- | --------------------------------------------------------------------- | ---------------- | ---------------- | ---- |
|             | ASN         | Lista - Alianza Solidaridad Nacional (SN–UPP–C90–SU–TPP) – Solidaridad Nacional (SN) – Unión por el Perú (UPP) – Cambio 90 (C90) – Siempre Unidos (SU) – Todos por el Perú (TPP) |         | Luis Castañeda Lossio        | Partido atrapalotodo                                                  | 21.15%           | 23               |      |
|             | APRA        | Lista - Partido Aprista Peruano (APRA) |         | Alan García Pérez            | Aprismo                                                               | 20.59%           | 36               |      |
|             | APGC        | Lista - Alianza por el Gran Cambio (APGC) – Alianza para el Progreso (APP) – Partido Popular Cristiano (PPC) – Partido Humanista Peruano (PHP) – Restauración Nacional (RN)      |         | Pedro Pablo Kuczynski        | Democracia cristiana Humanismo Liberalismo económico                  | 6.33%            | 14               |      |
|             | PP–AP– SP   | Lista - Alianza Electoral Perú Posible (PP–AP–SP) – Perú Posible (PP) – Acción Popular (AP) – Somos Perú (SP)                                                                    |         | Alejandro Toledo Manrique    | Socioliberalismo Democracia liberal Humanismo cristiano               | 4.11%            | 7                |      |
|             | PNP         | Lista - Gana Perú (PNP) |         | Ollanta Humala Tasso         | Socialismo democrático Nacionalismo de izquierda                      | Nuevo            | Nuevo            |      |
|             | F2011       | Lista - Fuerza 2011 (F2011) |         | Keiko Fujimori Higuchi       | Fujimorismo Conservadurismo social Populismo de derecha               | Nuevo            | Nuevo            |      |
|             | CR          | Lista - Cambio Radical (CR) |         | José Barba Caballero         | Conservadurismo social Fundamentalismo cristiano Populismo de derecha | Nuevo            | Nuevo            |      |
|             | FDP         | Lista - Fonavistas del Perú (FDP) |         | Andrés Alcántara Paredes     | Socialismo Nacionalismo de izquierda Ecologismo                       | Nuevo            | Nuevo            |      |
|             | FS          | Lista - Fuerza Social (FS) |         | Susana Villarán de la Puente | Socialdemocracia Descentralización                                    | Nuevo            | Nuevo            |      |

## Resultados

Distribución de escaños por departamento.

### Sumario general
| |                                             |              |              |              |         |         |
| Partidos y coaliciones | Partidos y coaliciones                      | Voto popular | Voto popular | Voto popular | Escaños | Escaños |
| Partidos y coaliciones | Partidos y coaliciones                      | Votos        | %            | ±pp          | Total   | +/−     |
| |                                             |              |              |              |         |         |
| | Gana Perú (PNP–PS–PCP–PSR)1                 | 3,245,003    | 25.27        | +24.02       | 47      | +14     |
| | Fuerza 2011 (F2011)2                        | 2,948,781    | 22.97        | +9.88        | 37      | +37     |
| | Perú Posible (PP–AP–SP)3                    | 1,904,180    | 14.83        | +10.72       | 21      | +14     |
| | Alianza por el Gran Cambio (APP–PPC–PHP–RN) | 1,851,080    | 14.42        | n/a          | 12      | –2      |
| | Solidaridad Nacional (SN–UPP–C90–SU–TPP)4   | 1,311,766    | 10.22        | –10.93       | 9       | –6      |
| | Partido Aprista Peruano (APRA)              | 825,030      | 6.43         | –14.16       | 4       | –32     |
| |                                             |              |              |              |         |         |
| | Cambio Radical (CR)                         | 347,475      | 2.71         | Nuevo        | 0       | ±0      |
| | Fonavistas del Perú (FP)                    | 170,052      | 1.32         | Nuevo        | 0       | ±0      |
| | Fuerza Social (FS)                          | 108,200      | 0.84         | Nuevo        | 0       | ±0      |
| | Partido Político Adelante (Adelante)        | 42,276       | 0.33         | Nuevo        | 0       | ±0      |
| | Fuerza Nacional (FN)                        | 37,633       | 0.29         | Nuevo        | 0       | ±0      |
| | Despertar Nacional (DN)                     | 30,190       | 0.24         | Nuevo        | 0       | ±0      |
| | Justicia, Tecnología y Ecología (Juste)     | 17,478       | 0.14         | Nuevo        | 0       | ±0      |
| |                                             |              |              |              |         |         |
| Total | Total                                       | 12,839,144   |              |              | 130     | +10     |
| |                                             |              |              |              |         |         |
| Votos válidos | Votos válidos                               | 12,839,144   | 76.87        | +3.35        |         |         |
| Votos en blanco | Votos en blanco                             | 1,737,037    | 10.40        | –1.11        |         |         |
| Votos nulos | Votos nulos                                 | 2,125,438    | 12.73        | –2.24        |         |         |
| Votos emitidos | Votos emitidos                              | 16,701,619   | 83.71        | –4.95        |         |         |
| Abstenciones | Abstenciones                                | 3,248,296    | 16.29        | +4.95        |         |         |
| Votantes registrados | Votantes registrados                        | 19,949,915   |              |              |         |         |
| |                                             |              |              |              |         |         |
| Fuente: |                                             |              |              |              |         |         |
| Notas al pie: 1 Comparado con los resultados del Partido Socialista (PS) en las elecciones de 2006. 2 Comparado con los resultados de Alianza por el Futuro (AF) en las elecciones de 2006. 3 Comparado con los resultados de Perú Posible (PP) en las elecciones de 2006. 4 Comparado con los resultados de Unión por el Perú (UPP) en las elecciones de 2006. |                                             |              |              |              |         |         |
| Notas al pie: |                                             |              |              |              |         |         |
| 1 Comparado con los resultados del Partido Socialista (PS) en las elecciones de 2006. 2 Comparado con los resultados de Alianza por el Futuro (AF) en las elecciones de 2006. 3 Comparado con los resultados de Perú Posible (PP) en las elecciones de 2006. 4 Comparado con los resultados de Unión por el Perú (UPP) en las elecciones de 2006.               |                                             |              |              |              |         |         |

| \| Voto popular \| Voto popular \| Voto popular \| Voto popular \| Voto popular \| \| ------------ \| ------------ \| ------------ \| ------------ \| ------------ \| \| \| \| \| \| \| \| GP \| GP \| \| 25.27 % \| 25.27 % \| \| F2011 \| F2011 \| \| 22.97 % \| 22.97 % \| \| PP \| PP \| \| 14.83 % \| 14.83 % \| \| AGC \| AGC \| \| 14.42 % \| 14.42 % \| \| ASN \| ASN \| \| 10.22 % \| 10.22 % \| \| APRA \| APRA \| \| 6.43 % \| 6.43 % \| \| Otros \| Otros \| \| 5.86 % \| 5.86 % \| |       |  |         |         |
| Voto popular |       |  |         |         |
| |       |  |         |         |
| GP | GP    |  | 25.27 % | 25.27 % |
| F2011 | F2011 |  | 22.97 % | 22.97 % |
| PP | PP    |  | 14.83 % | 14.83 % |
| AGC | AGC   |  | 14.42 % | 14.42 % |
| ASN | ASN   |  | 10.22 % | 10.22 % |
| APRA | APRA  |  | 6.43 %  | 6.43 %  |
| Otros | Otros |  | 5.86 %  | 5.86 %  |

| \| Escaños \| Escaños \| Escaños \| Escaños \| Escaños \| \| ------- \| ------- \| ------- \| ------- \| ------- \| \| \| \| \| \| \| \| GP \| GP \| \| 36.15 % \| 36.15 % \| \| F2011 \| F2011 \| \| 28.46 % \| 28.46 % \| \| PP \| PP \| \| 16.15 % \| 16.15 % \| \| AGC \| AGC \| \| 9.23 % \| 9.23 % \| \| ASN \| ASN \| \| 6.92 % \| 6.92 % \| \| APRA \| APRA \| \| 3.08 % \| 3.08 % \| |       |  |         |         |
| Escaños |       |  |         |         |
| |       |  |         |         |
| GP | GP    |  | 36.15 % | 36.15 % |
| F2011 | F2011 |  | 28.46 % | 28.46 % |
| PP | PP    |  | 16.15 % | 16.15 % |
| AGC | AGC   |  | 9.23 %  | 9.23 %  |
| ASN | ASN   |  | 6.92 %  | 6.92 %  |
| APRA | APRA  |  | 3.08 %  | 3.08 %  |

#### Resultados por circunscripción
| Circunscripción | GP       | GP   | F2011 | F2011 | PP   | PP   | AGC  | AGC | SN   | SN  | APRA | APRA |   |
| Circunscripción | %        | E    | %     | E     | %    | E    | %    | E   | %    | E   | %    | E    |   |
| --------------- | -------- | ---- | ----- | ----- | ---- | ---- | ---- | --- | ---- | --- | ---- | ---- | - |
| Circunscripción | Amazonas | 38.9 | 1     | 29.9  | 1    | 19.5 | −    | 5.5 | −    | 1.8 | −    | 3.4  | − |
| Áncash          | 22.5     | 1    | 23.0  | 1     | 26.4 | 2    | 8.9  | −   | 13.0 | 1   | 3.4  | −    |   |
| Apurímac        | 37.4     | 1    | 21.7  | 1     | 11.2 | −    | 11.2 | −   | 18.6 | −   | 5.2  | −    |   |
| Arequipa        | 38.5     | 3    | 8.6   | −     | 10.1 | 1    | 16.1 | 1   | 16.3 | 1   | 4.3  | −    |   |
| Ayacucho        | 37.2     | 2    | 28.7  | 1     | 11.6 | −    | 1.9  | −   | 1.4  | −   | 4.8  | −    |   |
| Cajamarca       | 25.2     | 2    | 36.0  | 3     | 18.0 | 1    | 7.5  | −   | 6.6  | −   | 3.8  | −    |   |
| Callao          | 19.2     | 1    | 21.4  | 1     | 13.3 | 1    | 17.0 | 1   | 8.2  | −   | 6.0  | −    |   |
| Cusco           | 53.6     | 5    | 8.8   | −     | 9.3  | −    | 6.3  | −   | 6.9  | −   | 6.4  | −    |   |
| Huancavelica    | 42.3     | 1    | 15.8  | −     | 29.4 | 1    | 6.0  | −   | 3.0  | −   | 1.0  | −    |   |
| Huánuco         | 37.3     | 1    | 22.4  | 1     | 19.9 | 1    | 3.9  | −   | 4.3  | −   | 9.8  | −    |   |
| Ica             | 26.7     | 2    | 31.4  | 2     | 11.6 | −    | 7.2  | −   | 7.7  | −   | 3.8  | −    |   |
| Junín           | 30.0     | 2    | 23.6  | 2     | 13.1 | 1    | 10.2 | −   | 7.2  | −   | 9.3  | −    |   |
| La Libertad     | 16.3     | 1    | 26.2  | 2     | 13.5 | 1    | 18.7 | 1   | 10.4 | 1   | 12.1 | 1    |   |
| Lambayeque      | 19.4     | 1    | 21.6  | 1     | 10.6 | −    | 17.0 | 1   | 15.0 | 1   | 14.0 | 1    |   |
| Lima            | 16.9     | 7    | 23.3  | 9     | 14.9 | 6    | 21.2 | 8   | 11.5 | 4   | 6.2  | 2    |   |
| Lima Provincias | 24.2     | 2    | 32.8  | 2     | 9.6  | –    | 8.0  | –   | 11.7 | −   | 5.9  | −    |   |
| Loreto          | 23.9     | 1    | 17.3  | 1     | 31.7 | 2    | 10.2 | −   | 11.5 | −   | 3.2  | −    |   |
| Madre de Dios   | 43.6     | 1    | 15.4  | −     | 25.8 | −    | 4.3  | −   | 8.8  | −   | 1.6  | −    |   |
| Moquegua        | 31.1     | 1    | 11.9  | −     | 14.9 | −    | 9.0  | −   | 26.0 | 1   | 2.5  | −    |   |
| Pasco           | 16.1     | −    | 25.4  | 1     | 20.9 | 1    | 16.1 | −   | 16.7 | −   | 1.4  | −    |   |
| Piura           | 28.0     | 3    | 28.4  | 3     | 13.4 | 1    | 8.4  | −   | 8.0  | −   | 1.1  | −    |   |
| Puno            | 42.8     | 3    | 14.8  | 1     | 12.3 | 1    | 8.2  | −   | 8.7  | −   | 3.4  | −    |   |
| San Martín      | 29.4     | 2    | 28.4  | 2     | 13.8 | −    | 4.7  | −   | 7.7  | −   | 12.6 | −    |   |
| Tacna           | 49.1     | 2    | 12.4  | −     | 9.2  | −    | 9.3  | −   | 10.9 | −   | 3.4  | −    |   |
| Tumbes          | 19.2     | −    | 24.0  | 1     | 26.8 | 1    | 12.4 | −   | 9.1  | −   | 7.0  | −    |   |
| Ucayali         | 34.2     | 1    | 35.8  | 1     | 15.7 | −    | 6.3  | −   | 6.6  | −   |      |      |   |
| Total           | 25.3     | 47   | 23.0  | 37    | 14.8 | 21   | 14.4 | 12  | 10.2 | 9   | 6.4  | 4    |   |

## Representantes electos
En negrita los congresistas que han sido reelegidos. 
| Distrito electoral                                  | Escaños | Congresistas electos                           | Partido                      | Votos   |
| --------------------------------------------------- | ------- | ---------------------------------------------- | ---------------------------- | ------- |
| Amazonas                                            | 2       | Eduardo Nayap Kinin                            | Gana Perú                    | 17,556  |
| Amazonas                                            | 2       | Héctor Virgilio Becerril Rodríguez             | Fuerza 2011                  | 14,946  |
| Áncash                                              | 5       | Heriberto Manuel Benítez Rivas                 | Alianza Solidaridad Nacional | 34,027  |
| Áncash                                              | 5       | Dalmacio Modesto Julca Jara                    | Alianza Perú Posible         | 29,660  |
| Áncash                                              | 5       | Víctor Walberto Crisólogo Espejo               | Alianza Perú Posible         | 12,352  |
| Áncash                                              | 5       | María Magdalena López Córdova                  | Fuerza 2011                  | 28,948  |
| Áncash                                              | 5       | Fredy Rolando Otárola Peñaranda                | Gana Perú                    | 24,828  |
| Apurímac                                            | 2       | Jhon Arquímides Reynaga Soto                   | Gana Perú                    | 12,921  |
| Apurímac                                            | 2       | Antonio Medina Ortiz                           | Fuerza 2011                  | 6,972   |
| Arequipa                                            | 6       | Ana María Solórzano Flores de Saqib            | Gana Perú                    | 54,471  |
| Arequipa                                            | 6       | Justiniano Rómulo Apaza Ordóñez                | Gana Perú                    | 51,332  |
| Arequipa                                            | 6       | Tomás Martín Zamudio Briceño                   | Gana Perú                    | 28,733  |
| Arequipa                                            | 6       | Gustavo Bernardo Rondón Fudinaga               | Alianza Solidaridad Nacional | 58,984  |
| Arequipa                                            | 6       | Juan Carlos Eguren Neuenschwander              | Alianza por el Gran Cambio   | 49,017  |
| Arequipa                                            | 6       | Marco Tulio Falconí Picardo                    | Alianza Perú Posible         | 31,149  |
| Ayacucho                                            | 3       | Rofilio Teófilo Neyra Huamaní                  | Fuerza 2011                  | 33,914  |
| Ayacucho                                            | 3       | José Antonio Urquizo Maggia                    | Gana Perú                    | 19,812  |
| Ayacucho                                            | 3       | Walter Acha Romaní                             | Gana Perú                    | 15,087  |
| Cajamarca                                           | 6       | Reber Joaquín Ramírez Gamarra                  | Fuerza 2011                  | 83,179  |
| Cajamarca                                           | 6       | Cecilia Isabel Chacón de Vettori               | Fuerza 2011                  | 15,762  |
| Cajamarca                                           | 6       | Segundo Leocadio Tapia Bernal                  | Fuerza 2011                  | 10,545  |
| Cajamarca                                           | 6       | Jorge Antonio Rimarachin Cabrera               | Gana Perú                    | 25,158  |
| Cajamarca                                           | 6       | Cristóbal Luis Llatas Altamirano               | Gana Perú                    | 17,731  |
| Cajamarca                                           | 6       | Mesías Antonio Guevara Amasifuen               | Alianza Perú Posible         | 18,041  |
| Callao                                              | 4       | Rogelio Antenor Canches Guzmán                 | Gana Perú                    | 28,460  |
| Callao                                              | 4       | Pedro Carmelo Spadaro Philipps                 | Fuerza 2011                  | 26,356  |
| Callao                                              | 4       | Enrique Wong Pujada                            | Alianza por el Gran Cambio   | 17,574  |
| Callao                                              | 4       | Daniel Emiliano Mora Zevallos                  | Alianza Perú Posible         | 15,180  |
| Cusco                                               | 5       | Verónika Fanny Mendoza Frish                   | Gana Perú                    | 47,088  |
| Cusco                                               | 5       | Hernán de la Torre Dueñas                      | Gana Perú                    | 46,403  |
| Cusco                                               | 5       | Rubén Rolando Coa Aguilar                      | Gana Perú                    | 43,720  |
| Cusco                                               | 5       | Julia Tevés Quispe                             | Gana Perú                    | 30,971  |
| Cusco                                               | 5       | Agustín F. Molina Martínez                     | Gana Perú                    | 17,108  |
| Huancavelica                                        | 2       | Wuilian Alfonso Monterola Abregú               | Alianza Perú Posible         | 24,706  |
| Huancavelica                                        | 2       | Hugo Carrillo Cavero                           | Gana Perú                    | 15,533  |
| Huánuco                                             | 3       | José Manuel Gutiérrez Cóndor                   | Gana Perú                    | 29,655  |
| Huánuco                                             | 3       | Alejandro Yovera Flores                        | Fuerza 2011                  | 19,816  |
| Huánuco                                             | 3       | María del Carmen Omonte Durand de Dyer         | Alianza Perú Posible         | 19,054  |
| Ica                                                 | 4       | Eduardo Felipe Cabrera Ganoza                  | Fuerza 2011                  | 53,310  |
| Ica                                                 | 4       | José Luis Elías Ávalos                         | Fuerza 2011                  | 44,210  |
| Ica                                                 | 4       | Ana Ethel del Rosario Jara Velásquez           | Gana Perú                    | 48,877  |
| Ica                                                 | 4       | Elsa Celia Anicama Ñañez                       | Gana Perú                    | 15,326  |
| Junín                                               | 5       | Johnny Cárdenas Cerrón                         | Gana Perú                    | 34,017  |
| Junín                                               | 5       | Doris Gladys Oseda Soto                        | Gana Perú                    | 32,146  |
| Junín                                               | 5       | Federico Pariona Galindo                       | Fuerza 2011                  | 25,370  |
| Junín                                               | 5       | Jesús Pánfilo Hurtado Zamudio                  | Fuerza 2011                  | 14,632  |
| Junín                                               | 5       | Casio Faustino Huaire Chuquichaico             | Alianza Perú Posible         | 22,699  |
| La Libertad                                         | 7       | Octavio Edilberto Salazar Miranda              | Fuerza 2011                  | 86,109  |
| La Libertad                                         | 7       | Ramón Kobashigawa Kobashigawa                  | Fuerza 2011                  | 22,482  |
| La Libertad                                         | 7       | Richard Frank Acuña Núñez                      | Alianza por el Gran Cambio   | 74,789  |
| La Libertad                                         | 7       | Elías Nicolás Rodríguez Zavaleta               | Partido Aprista Peruano      | 39,690  |
| La Libertad                                         | 7       | José Raguberto León Rivera                     | Alianza Perú Posible         | 29,017  |
| La Libertad                                         | 7       | Wilson Michael Urtecho Medina                  | Alianza Solidaridad Nacional | 25,388  |
| La Libertad                                         | 7       | Roberto Edmundo Angulo Álvarez                 | Gana Perú                    | 24,512  |
| Lambayeque                                          | 5       | Yehude Simon Munaro                            | Alianza por el Gran Cambio   | 49,742  |
| Lambayeque                                          | 5       | Ángel Javier Velásquez Quesquén                | Partido Aprista Peruano      | 43,876  |
| Lambayeque                                          | 5       | Alejandro Aurelio Aguinaga Recuenco            | Fuerza 2011                  | 37,344  |
| Lambayeque                                          | 5       | Martín Amado Rivas Teixeira                    | Gana Perú                    | 32,070  |
| Lambayeque                                          | 5       | Virgilio Acuña Peralta                         | Alianza Solidaridad Nacional | 26,058  |
| Lima                                                | 36      | Kenji Gerardo Fujimori Higuchi                 | Fuerza 2011                  | 381,041 |
| Lima                                                | 36      | Luisa María Cuculiza Torre                     | Fuerza 2011                  | 77,292  |
| Lima                                                | 36      | Julio Pablo Rosas Huaranga                     | Fuerza 2011                  | 75,322  |
| Lima                                                | 36      | Leyla Felícita Chihuan Ramos                   | Fuerza 2011                  | 64,389  |
| Lima                                                | 36      | Julio César Gagó Pérez                         | Fuerza 2011                  | 49,272  |
| Lima                                                | 36      | Gian Carlo Vachelli Corbetto                   | Fuerza 2011                  | 43,234  |
| Lima                                                | 36      | Luz Filomena Salgado Rubianes                  | Fuerza 2011                  | 37,835  |
| Lima                                                | 36      | Martha Gladys Chávez Cossio                    | Fuerza 2011                  | 34,753  |
| Lima                                                | 36      | Ángel Neyra Olaychea                           | Fuerza 2011                  | 31,976  |
| Lima                                                | 36      | Humberto Lay Sun                               | Alianza por el Gran Cambio   | 215,066 |
| Lima                                                | 36      | Alberto Ismael Beingolea Delgado               | Alianza por el Gran Cambio   | 159,397 |
| Lima                                                | 36      | María Lourdes Pía Luisa Alcorta Suero          | Alianza por el Gran Cambio   | 93,251  |
| Lima                                                | 36      | Gabriela Lourdes Pérez del Solar Cuculiza      | Alianza por el Gran Cambio   | 60,530  |
| Lima                                                | 36      | Luis Fernando Galarreta Velarde                | Alianza por el Gran Cambio   | 56,463  |
| Lima                                                | 36      | Luis Carlos Ibérico Núñez                      | Alianza por el Gran Cambio   | 53,494  |
| Lima                                                | 36      | María Soledad Pérez Tello de Rodríguez         | Alianza por el Gran Cambio   | 50,721  |
| Lima                                                | 36      | Javier Alonso Bedoya de Vivanco                | Alianza por el Gran Cambio   | 51,051  |
| Lima                                                | 36      | Daniel Fernando Abugattás Majluf               | Gana Perú                    | 119,742 |
| Lima                                                | 36      | Jaime Ricardo Delgado Zegarra                  | Gana Perú                    | 119,561 |
| Lima                                                | 36      | Javier Ernesto Diez-Canseco Cisneros           | Gana Perú                    | 109,702 |
| Lima                                                | 36      | Omar Karim Chehade Moya                        | Gana Perú                    | 31,320  |
| Lima                                                | 36      | Cenaida Cebastina Uribe Medina                 | Gana Perú                    | 30,839  |
| Lima                                                | 36      | Sergio Fernando Tejada García                  | Gana Perú                    | 27,456  |
| Lima                                                | 36      | Rosa Delsa Mavila León                         | Gana Perú                    | 21,559  |
| Lima                                                | 36      | Carlos Ricardo Bruce Montes de Oca             | Alianza Perú Posible         | 130,620 |
| Lima                                                | 36      | Cecilia Roxana Tait Villacorta                 | Alianza Perú Posible         | 78,829  |
| Lima                                                | 36      | Rennán Samuel Espinoza Rosales                 | Alianza Perú Posible         | 60,791  |
| Lima                                                | 36      | Víctor Andrés García Belaúnde                  | Alianza Perú Posible         | 53,769  |
| Lima                                                | 36      | Yonhy Lescano Ancieta                          | Alianza Perú Posible         | 44,604  |
| Lima                                                | 36      | Fernando Juan Andrade Carmona                  | Alianza Perú Posible         | 40,772  |
| Lima                                                | 36      | José León Luna Gálvez                          | Alianza Solidaridad Nacional | 69,996  |
| Lima                                                | 36      | Renzo Andrés Reggiardo Barreto                 | Alianza Solidaridad Nacional | 43,541  |
| Lima                                                | 36      | Esther Yovana Capuñay Quispe                   | Alianza Solidaridad Nacional | 35,688  |
| Lima                                                | 36      | Martín Belaúnde Moreyra                        | Alianza Solidaridad Nacional | 33,015  |
| Lima                                                | 36      | Luciana Milagros León Romero                   | Partido Aprista Peruano      | 78,376  |
| Lima                                                | 36      | Claude Mauricio Mulder Bedoya                  | Partido Aprista Peruano      | 52,798  |
| Lima Provincias                                     | 4       | Aurelia Tan de Inafuko                         | Fuerza 2011                  | 28,650  |
| Lima Provincias                                     | 4       | Elard Galo Melgar Valdez                       | Fuerza 2011                  | 28,367  |
| Lima Provincias                                     | 4       | Manuel Salvador Zerillo Bazalar                | Gana Perú                    | 22,427  |
| Lima Provincias                                     | 4       | Wilder Ruiz Loayza                             | Gana Perú                    | 10,789  |
| Loreto                                              | 4       | Norman David Lewis del Alcázar                 | Alianza Perú Posible         | 29,930  |
| Loreto                                              | 4       | Leonardo Agustín Inga Vásquez                  | Alianza Perú Posible         | 25,937  |
| Loreto                                              | 4       | Víctor Isla Rojas                              | Gana Perú                    | 18,131  |
| Loreto                                              | 4       | Víctor Raúl Grandez Valdez                     | Fuerza 2011                  | 10,531  |
| Madre de Dios                                       | 1       | Amado Eulogio Romero Rodríguez                 | Gana Perú                    | 5,915   |
| Moquegua                                            | 2       | Vicente Antonio Zeballos Salinas               | Alianza Solidaridad Nacional | 15,393  |
| Moquegua                                            | 2       | Jaime Rubén Valencia Quiroz                    | Gana Perú                    | 8,025   |
| Pasco                                               | 2       | Willyam Tito Valle Ramírez                     | Alianza Perú Posible         | 13,095  |
| Pasco                                               | 2       | Néstor Antonio Valqui Matos                    | Fuerza 2011                  | 11,579  |
| Piura                                               | 7       | Marisol Espinoza Cruz                          | Gana Perú                    | 34,138  |
| Piura                                               | 7       | Leonidas Huayama Neira                         | Gana Perú                    | 31,745  |
| Piura                                               | 7       | Santiago Gastañadui Ramírez                    | Gana Perú                    | 16,208  |
| Piura                                               | 7       | Juan José Díaz Dios                            | Fuerza 2011                  | 27,444  |
| Piura                                               | 7       | Karla Melissa Schaefer Cuculiza                | Fuerza 2011                  | 23,086  |
| Piura                                               | 7       | Freddy Fernando Sarmiento Betancourt           | Fuerza 2011                  | 20,947  |
| Piura                                               | 7       | Juan César Castagnino Lema                     | Alianza Perú Posible         | 22,828  |
| Puno                                                | 5       | Emiliano Apaza Condori                         | Gana Perú                    | 31,916  |
| Puno                                                | 5       | Rubén Condori Cusi                             | Gana Perú                    | 31,002  |
| Puno                                                | 5       | Claudia Faustina Coari Mamani                  | Gana Perú                    | 19,445  |
| Puno                                                | 5       | Mariano Eutropio Portugal Catacora             | Alianza Perú Posible         | 27,868  |
| Puno                                                | 5       | Francisco Ccama Layme                          | Fuerza 2011                  | 15,045  |
| San Martín                                          | 4       | Rolando Reátegui Flores                        | Fuerza 2011                  | 20,670  |
| San Martín                                          | 4       | Aldo Maximiliano Bardález Cochagne             | Fuerza 2011                  | 9,875   |
| San Martín                                          | 4       | César Elmer Yrupailla Montes                   | Gana Perú                    | 16,842  |
| San Martín                                          | 4       | Esther Saavedra Vela                           | Gana Perú                    | 7,961   |
| Tacna                                               | 2       | Gladys Natalie Condori Jahuira                 | Gana Perú                    | 27,654  |
| Tacna                                               | 2       | Juan Donato Pari Choquecota                    | Gana Perú                    | 23,960  |
| Tumbes                                              | 2       | Manuel Arturo Merino de Lama                   | Alianza Perú Posible         | 9,474   |
| Tumbes                                              | 2       | María del Pilar Cordero Jon Tay                | Fuerza 2011                  | 6,073   |
| Ucayali                                             | 2       | Carlos Mario del Carmen Tubino Arias-Schreiber | Fuerza 2011                  | 18,474  |
| Ucayali                                             | 2       | Teófilo Gamarra Saldívar                       | Gana Perú                    | 15,126  |
| Fuente:Politika. Blog de Fernando Tuesta Sondevilla |         |                                                |                              |         |